# Волвера
Волвера (итал. Volvera) је насеље у Италији у округу Торино, региону Пијемонт.
Према процени из 2011. у насељу је живело 5660 становника. Насеље се налази на надморској висини од 255 м.

## Становништво
| 1931. | 1936. | 1951. | 1961. | 1971. | 1981. | 1991. | 2001. | 2011. |
| ----- | ----- | ----- | ----- | ----- | ----- | ----- | ----- | ----- |
| 2.041 | 1.983 | 1.847 | 1.863 | 3.191 | 6.749 | 6.894 | 6.966 | 8.690 |